# باسم عبد العزيز
باسم عبد العزيز السعيد مهدي لاعب كرة قدم مصري ، من ناشئي النادي الأهلي ولعب للفريق الأول في مباريات قليلة تحت قيادة حسام البدري مدرب الفريق آنذاك ، ولكنه رحل بعد ذلك لإصابته بالرباط الصليبي ، وانتقل إلى عدة أندية كان آخرها نبروه في القسم الثاني ، ويلعب حاليًا لنادي الإسماعيلي في مركز الظهير الأيسر.

وكان اللاعب قد تعرض لقطع في الرباط الصليبي للركبة خلال موسم 2015–2016 ، وعاد مجددًا للمشاركة في تدريبات فريقه. وكان اسمه قد ارتبط بالانتقال إلى ناديي القمة قبل الإصابة.